# Abundantia
För asteroiden, se 151 Abundantia.
Abundantia är i romersk mytologi en gudomlig personifikation av överflödet. Hon framställes ofta på romerska mynt ösande pengar ur ett ymnighetshorn.
Under medeltiden omtalas en gudomlighet vid namn Domina Abundia (fornfranska Dame Habonde), åt vilken man offrade mat och dryck, och som i ersättning gav växtlighet och överflöd.